# Organism 12
Per Johan Hellqvist (Uppsala, 7 maart 1980), beter bekend onder zijn artiestennaam Organism 12 is een Zweedse rapper.

## Discografie

### Albums
- Full och förvirrad (1998)
- Den där Herr Ågren (1999)
- Bakom kulisserna (2001)
- Ett hund (2002)
- Petar på döda saker med pinnar (2004)
- Garotta Di Ansjovis (2005)
- Versioner vol. 1 (2006)
- Versioner vol. 2 (2007)
- Bill & Bull (2009)
- Om gud vill... och vädret tillåter det (2009)

- MusicBrainz: 7feedb9c-bb19-4d4a-93a3-b534ba0c0bc3
- Virtual International Authority File: 2149365914185600806